# Wawu rhinocerus
Wawu rhinocerus är en tvåvingeart som beskrevs av Meijere 1914. Wawu rhinocerus ingår i släktet Wawu och familjen lövflugor. Inga underarter finns listade i Catalogue of Life.